# Hoofdstraat (Baarn)
De Hoofdstraat is een straat in Baarn in de Nederlandse provincie Utrecht
De Hoofdstraat was in het verleden de belangrijkste straat van Baarn, en liep van de Brink naar de Eemweg. De panden in deze voormalige winkelstraat zijn meest aaneengesloten. De Hoofdstraat was voor de Tweede Wereldoorlog een straat met aanzien. 